# Stipe Drviš
Stipe Drviš, w Niemczech znany jako Stipe Drews (ur. 8 czerwca 1973 w Makarskiej) – chorwacki bokser, były zawodowy mistrz świata organizacji WBA w kategorii półciężkiej (do 175 funtów).

## Kariera amatorska
Jako amator stoczył 100 walk, 90 z nich wygrał. Był sześciokrotnym mistrzem Chorwacji. Brał udział w Igrzyskach Olimpijskich w Atlancie, gdzie doszedł do ćwierćfinału.

## Kariera zawodowa
Na zawodowstwo przeszedł w 1999. W lutym 2003 pokonał Silvio Branco i został zawodowym mistrzem Europy. Chorwat przystąpił do tej walki bez przygotowania, zastępując Thomasa Ulricha, który wycofał się w ostatniej chwili z powodu choroby.
Swój tytuł obronił trzy razy, a następnie, w sierpniu 2004, stoczył pojedynek eliminacyjny organizacji WBC z Paulem Briggsem. Drviš trzy razy był liczony, sędzia odebrał mu też trzy punkty za uderzanie kolanem i głową, i w konsekwencji przegrał walkę jednogłośną decyzją na punkty.
Drviš wygrał kilka następnych pojedynków, a 24 kwietnia 2007, po swoim drugim w karierze zwycięstwie z Silvio Branco, zdobył tytuł mistrza świata organizacji WBA. Pas mistrzowski stracił już w swojej pierwszej obronie, przegrywając na punkty z Australijczykiem Dannym Greenem.